# Harry Kerr
Harry Kerr, född 28 januari 1879, död 17 maj 1951, var en nyzeeländsk gångare. Han deltog vid olympiska sommarspelen 1908 och tog brons på 3 500 meter gång.